# Bắn súng tại Đại hội Thể thao Đông Nam Á 2021
Bắn súng là một trong những môn thể thao tranh tài tại Đại hội Thể thao Đông Nam Á 2021 ở Việt Nam, được tổ chức từ ngày 15 đến 22 tháng 5 năm 2022 (vì tình hình Đại dịch COVID-19 lúc đó diễn biến rất phức tạp tại các quốc gia Đông Nam Á), tại Trung tâm huấn luyện thể thao quốc gia ở thành phố Hà Nội.

## Địa điểm
Bắn súng tại Đại hội thể thao Đông Nam Á 2021 được tổ chức tại Trung tâm huấn luyện thể thao quốc gia ở Hà Nội, Việt Nam.

## Nội dung thi đấu
| TT | Nội dung                               | Nam | Nữ | Hỗn hợp | Cá nhân | Đồng đội |
| -- | -------------------------------------- | --- | -- | ------- | ------- | -------- |
| 1  | 50m Súng trường tự chọn 3 tư thế       | v   |    |         | v       |          |
| 2  | 50m Súng trường tự chọn 3 tư thế       |     | v  |         | v       |          |
| 3  | 10m Súng trường hơi                    | v   |    |         | v       |          |
| 4  | 10m Súng trường hơi                    |     | v  |         | v       | v        |
| 5  | 10m Súng ngắn hơi                      | v   |    |         | v       | v        |
| 6  | 10m Súng ngắn hơi                      |     | v  |         | v       | v        |
| 7  | 25m Súng ngắn bắn nhanh                | v   |    |         | v       | v        |
| 8  | 25m Súng ngắn thể thao                 |     | v  |         | v       |          |
| 9  | 25m Súng ngắn tiêu chuẩn               | v   |    |         | v       |          |
| 10 | 50m Súng ngắn bắn chậm                 | v   |    |         | v       |          |
| 11 | 10m Súng trường hơi di động tiêu chuẩn | v   |    |         | v       | v        |
| 12 | 10m Súng trường hơi di động tiêu chuẩn |     | v  |         | v       | v        |
| 13 | Đĩa bay Trap                           | v   |    |         | v       |          |
| 14 | Đĩa bay Trap                           |     | v  |         | v       |          |
| 15 | Súng trường đồng đội phối hợp          |     |    | v       |         |          |
| 16 | Súng ngắn đồng đội phối hợp            |     |    | v       |         |          |

## Quốc gia tham dự
- Indonesia
- Malaysia
- Philippines
- Singapore
- Thái Lan
- Việt Nam

## Chương trình thi đấu
Môn cờ vua thi đấu từ ngày 08 đến 11 tháng 05 năm 2021, với lịch thi đấu cụ thể như sau:
| Ngày  | Giờ         | Nội dung                                   | Thời gian chung kết | Trao thưởng |
| ----- | ----------- | ------------------------------------------ | ------------------- | ----------- |
| 16/05 | 09:00-10:15 | 10m Súng trường hơi nữ                     | 11:30               | 14:00       |
| 16/05 | 09:00-12:00 | 25m Súng ngắn bắn nhanh nam                | 13:30               | 14:30       |
| 17/05 | 09:00-10:15 | 10m Súng trường hơi nam                    | 11:30               | 14:00       |
| 17/05 | 09:00-10:30 | 50m Súng ngắn bắn chậm nam                 |                     | 12:30       |
| 18/05 | 09:00-09:30 | 10m Súng trường đôi nam nữ (Q1)            |                     |             |
| 18/05 | 09:50-10:10 | 10m Súng trường đôi nam nữ (Q2)            | 11:30               | 14:00       |
| 18/05 | 09:00-12:00 | 25m Súng ngắn thể thao nữ                  | 13:00               | 14:30       |
| 18/05 | 09:00-14:00 | Trap nữ ngày 1(75)                         |                     |             |
| 19/05 | 09:00-10:15 | 10m Súng ngắn hơi nam                      | 11:30               | 12:30       |
| 19/05 | 09:00-14:00 | Trap nữ ngày 2(50)                         | 15:00               | 16:00       |
| 20/05 | 09:00-10:15 | 10m Súng ngắn hơi nữ                       | 11:30               | 12:30       |
| 20/05 | 09:00-11:45 | 50m Súng trường 3 tư thế nữ                | 13:00               | 14:00       |
| 21/05 | 09:00-10:15 | 50m Súng trường 3 tư thế nam               | 13:00               | 14:00       |
| 21/05 | 09:00-09:30 | 10m Súng ngắn đôi nam nữ (Q1)              |                     |             |
| 21/05 | 09:00-10:10 | 10m Súng ngắn đôi nam nữ (Q2)              | 11:30               | 13:00       |
| 21/05 | 09:00-12:00 | 10m Súng trường hơi di động tiêu chuẩn nữ  |                     | 13:30       |
| 21/05 | 09:00-14:00 | Trap nam ngày 1(75)                        |                     |             |
| 22/05 | 09:00-12:00 | 10m Súng trường hơi di động tiêu chuẩn nam |                     | 13:30       |
| 22/05 | 09:00-14:00 | Trap nam ngày 2(50)                        | 15:00               | 16:00       |
| 22/05 | 9:00-12:00  | 25m Súng ngắn tiêu chuẩn nam               |                     | 13:00       |

- Lịch thi đấu này có thể thay đổi tùy thuộc vào số lượng đăng ký dự thi cuối cùng.

## Bảng tổng sắp huy chương
| Hạng               | Đoàn               | Vàng | Bạc | Đồng | Tổng số |
| ------------------ | ------------------ | ---- | --- | ---- | ------- |
| 1                  | Indonesia (INA)    | 8    | 6   | 2    | 16      |
| 2                  | Việt Nam (VIE)     | 7    | 6   | 4    | 17      |
| 3                  | Thái Lan (THA)     | 3    | 2   | 10   | 15      |
| 4                  | Singapore (SGP)    | 2    | 3   | 3    | 8       |
| 5                  | Malaysia (MAS)     | 2    | 2   | 0    | 4       |
| 6                  | Myanmar (MYA)      | 0    | 2   | 0    | 2       |
| 7                  | Philippines (PHI)  | 0    | 1   | 1    | 2       |
| 8                  | Lào (LAO)          | 0    | 0   | 2    | 2       |
| Tổng số (8 đơn vị) | Tổng số (8 đơn vị) | 22   | 22  | 22   | 66      |

## Danh sách huy chương

### Nam
| Nội dung                    | Vàng                                                                    | Bạc                                                                      | Đồng                                                                                |
| --------------------------- | ----------------------------------------------------------------------- | ------------------------------------------------------------------------ | ----------------------------------------------------------------------------------- |
| 10 m air pistol             | Johnathan Wong · Malaysia                                               | Trần Quốc Cường · Việt Nam                                               | Muhammad Iqbal Raia Prabowo · Indonesia                                             |
| 10 m air pistol team        | Việt Nam · Phan Công Minh · Trần Quốc Cường · Phạm Quang Huy            | Indonesia · Muhamad Iqbal Raia Prabowo · Deny Pratama · Wira Sukmana     | Thái Lan · Natphanlert Auapinyakul · Peeraphon Chotpaiboonpan · Noppadon Sutiviruch |
| 25 m rapid fire pistol      | Hà Minh Thành · Việt Nam                                                | Hafiz Adzha · Malaysia                                                   | Ram Khamhaeng · Thái Lan                                                            |
| 25 m rapid fire pistol team | Indonesia · Totok Tri Martanto · Dewa Putu Yadi Suteja · Anang Yulianto | Việt Nam · Phan Xuân Chuyên · Hà Minh Thành · Đậu Văn Đông               | Thái Lan · Schwakon Triniphakorn · Pornchai Suhkonpanich · Ram Khamhaeng            |
| 25 m standard pistol        | Anang Yulianto · Indonesia                                              | Swee Hon Lim · Singapore                                                 | Phan Xuân Chuyên · Việt Nam                                                         |
| 50 m pistol                 | Trần Quốc Cường · Việt Nam                                              | Ye Tun Naung · Myanmar                                                   | Boriphat Jariyatatkone · Thái Lan                                                   |
| 10 m air rifle              | Fathur Gustafian · Indonesia                                            | Lionel Wong Zen Joi · Singapore                                          | Paragra Duncan Taruma Negara · Indonesia                                            |
| 50 m rifle 3 positions      | Napis Tortungpanich · Thái Lan                                          | Fathur Gustafian · Indonesia                                             | Thongphaphum Vongsukdee · Thái Lan                                                  |
| 10 m running target         | M. Sejahtera Dwi Putra · Indonesia                                      | Ngô Hữu Vượng · Việt Nam                                                 | Trần Hoàng Vũ · Việt Nam                                                            |
| 10 m running target team    | Việt Nam · Ngô Hữu Vượng · Trần Hoàng Vũ · Nguyễn Tuấn Anh              | Indonesia · Muhammad Chuwai Zam · M. Sejahtera Dwi Putra · Irfandi Julio | Lào · Somchanh Xaysommy · Phetdavanh Phetsalat · Parn Douangpaseuth                 |
| Trap                        | Nguyễn Hoàng Điệp · Việt Nam                                            | Hagen Alexander Topacio Jao · Philippines                                | Carlos Carag · Philippines                                                          |

### Nữ
| Nội dung                 | Vàng                                                                               | Bạc                                                                   | Đồng                                                                         |
| ------------------------ | ---------------------------------------------------------------------------------- | --------------------------------------------------------------------- | ---------------------------------------------------------------------------- |
| 10 m air pistol          | Nurul Syasya Nadiah Arifin · Malaysia                                              | Tanyaporn Prucksakorn · Thái Lan                                      | Trịnh Thu Vinh · Việt Nam                                                    |
| 10 m air pistol team     | Singapore · Teh Xiu Hong · Amanda Sao Keng Mak · Teo Shun Xie                      | Việt Nam · Trịnh Thu Vinh · Bùi Thụy Thu Thủy · Triệu Thị Hoa Hồng    | Thái Lan · Natsara Champalat · Chidchanok Hirunphoem · Tanyaporn Prucksakorn |
| 25 m sports pistol       | Teh Xiu Hong · Singapore                                                           | Alia Sazana Azahari · Malaysia                                        | Tanyaporn Prucksakorn · Thái Lan                                             |
| 10 m air rifle           | Dewi Laila Mubarokah · Indonesia                                                   | Phí Thanh Thảo · Việt Nam                                             | Chanittha Sastwej · Thái Lan                                                 |
| 10 m air rifle team      | Thái Lan · Jayden Jitrawee Mohprasit · Thanyalak Chotphibunsin · Chanittha Sastwej | Indonesia · Citra Dewi Resti · Dewi Laila Mubarokah · Monica Daryanti | Singapore · Natanya Tan Huiyi · Fernel Tan Qian Ni · Adele Tan               |
| 50 m rifle 3 positions   | Phí Thanh Thảo · Việt Nam                                                          | Ratchadaporn Plengsaengthong · Thái Lan                               | Martina Veloso · Singapore                                                   |
| 10 m running target      | Rica Nensi Perangin Angin · Indonesia                                              | Nourma Try Indriani · Indonesia                                       | Nguyễn Thị Thu Hằng · Việt Nam                                               |
| 10 m running target team | Indonesia · Nourma Try Indriani · Nurul Sofiah · Rica Nensi Perangin Angin         | Việt Nam · Nguyễn Thị Lê · Đặng Hồng Hà · Nguyễn Thị Thu Hằng         | Lào · Hongkham Xayyalath · Phoutsady Phommachanh · Khamlar Xayyavong         |
| Trap                     | Hoàng Thị Tuất · Việt Nam                                                          | Adylia Safitri · Indonesia                                            | Siti Mastura Rahim · Singapore                                               |

### Đôi nam nữ
| Nội dung        | Vàng                                                       | Bạc                                          | Đồng                                                   |
| --------------- | ---------------------------------------------------------- | -------------------------------------------- | ------------------------------------------------------ |
| Air pistol team | Thái Lan · Natphanlert Auapinyakul · Chidchanok Hirunphoem | Myanmar · Chit Soe Nwe · Ye Tun Naung        | Thái Lan · Tanyaporn Prucksakorn · Noppadon Sutiviruch |
| Air rifle team  | Indonesia · Fathur Gustafian · Citra Dewi Resti            | Singapore · Gai Tianrui · Fernel Tan Qian Ni | Thái Lan · Napis Tortungpanich · Chanittha Sastwej     |